# Olivia Hamilton
Pour les articles homonymes, voir Hamilton.
Olivia Hamilton, née le 28 février 2001, est une joueuse britannique de hockey sur gazon. Elle évolue au poste de défenseure à Loughborough Students (en) et avec les équipes nationales anglaise et britannique.

## Biographie
Olivia est la sœur jumelle de Sophie Hamilton, également joueuse de hockey sur gazon.

## Carrière
Elle a fait ses débuts le 19 février 2022 contre l'Argentine avec l'équipe première anglaise à Buenos Aires lors de la Ligue professionnelle 2021-2022.